# Flèche Namuroise
A Flèche Namuroise é uma corrida ciclista belga desaparecida. Correu-se ininterruptamente desde 1996 até 2002, a excepção da edição de 2001.
Disputava-se no mês de setembro. Nenhum corredor foi capaz de impor-se em mais de uma ocasião.

## Palmarés
- 1996:  Rudy Verdonck
- 1997:  Johan Bruyneel
- 1998:  Renaud Boxus
- 1999:  Wilfried Cretskens
- 2000:  Ronald Mutsaars
- 2001: Não se disputou
- 2002:  Pieter Ghyllebert

## Palmarés por países
| País          | Vitórias |
| ------------- | -------- |
| Bélgica       | 5        |
| Países Baixos | 1        |